# Divišov
Divišov este un oraș cu 1.482 de locuitori (2004), situat în Regiunea Boemia Centrală din Cehia, la ca. 36 km de Praga.